# Schoren
Die Schoren (Eigenbezeichnung: Schor, russisch Шорцы Schorzy) sind ein kleines indigenes Volk Sibiriens. Die schorische Sprache gehört zur Familie der Turksprachen.

Flagge der Schoren

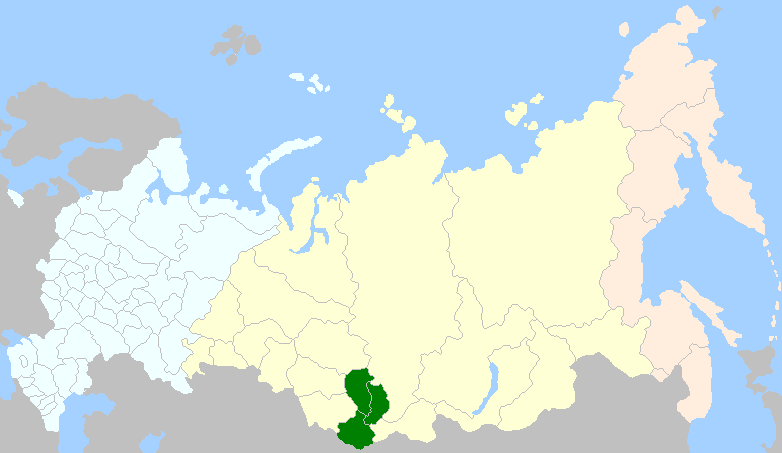
Siedlungen der Schoren in Südsibirien

## Bevölkerung und Siedlungsgebiet
Bei der Volkszählung von 2002 gaben 13.975 Personen ihre ethnische Zugehörigkeit als Schorisch an. Davon lebte der Großteil (11.554) in der Oblast Kemerowo, während 1078 Personen in der Republik Chakassien und 141 in der Republik Altai gemeldet waren. Die Schoren sind höchstwahrscheinlich aus einer Vermischung ketischer, samojedischer, ugrischer und turksprachiger Stämme des Altaigebirges hervorgegangen.

## Religion
Schamanismus ist in vielen Familien verbreitet, wobei Kompetenzbereiche genau abgesteckt sind, vor allem Heilungen mit Tieropfern, Jagdmagie, Entbindungen, Verfluchungen. Dennoch setzte sich durch den Kontakt zu den Russen auch die Bekenntnis zum russisch-orthodoxen Glauben durch.

## Politik
In Russland sind die Schoren der Gruppe der kleinen indigenen Völker des russischen Nordens, Sibiriens und des russischen Fernen Ostens zugeordnet, die im Dachverband RAIPON organisiert sind.